# کرت کسکولا
کرت کسکولا (استونیایی: Kert Kesküla; ۱۳ ژانویهٔ ۱۹۷۵ – ۲۸ سپتامبر ۲۰۱۱) بازیکن بسکتبال اهل استونی بود.